# John Gill
John Gill (Kettering, Northamptonshire, 23 de novembro de 1697 - 14 Outubro 1771)  foi o autor de uma análise da Bíblia, An Exposition of the Old and New Testament.
Seu pai era diácono da igreja batista de Kettering. Desde cedo ele foi colocado na escola, mas sofreu com o preconceito dos clérigos que dirigiam o local. Ele tentou entrar para um seminário, mas foi rejeitado por ser muito jovem. Ele continuou os estudos por conta própria, e, aos dezenove anos de idade, já havia lido todos os principais clássicos em grego e latim, e havia estudado lógica, retórica, filosofia natural e filosofia moral, além de ter conhecimento da língua hebraica.
Seus interesses, porém, eram a religião, e ele logo ingressou na igreja batista de sua cidade, logo se tornando um ministro. Em 1719, ele foi ordenado na congregação batista de Horalydown, próxima de Londres.
Ele então se dedicou com ardor intenso ao estudo da literatura oriental, e, se associando a um rabino, leu os Targums, o Talmude e qualquer fonte de sabedoria rabínica que ele pudesse obter.
Ele viveu até aos 73 anos de idade, morrendo em 1771.

## Obras
Em 1748 ele publicou Um Comentário sobre o Novo Testamento, em três volumes, pelo qual ele recebeu, da Universidade de Alberdeen, o diploma de doutor em divinidade. Ele também publicou Um Comentário sobre o Antigo Testamento que, junto do comentário do Novo, forma um imenso livro de nove volumes. Seu próximo trabalho foi sobre um esquema de divindade prática e espiritual, em quatro volumes.
Com seu grande conhecimento da literatura rabínica, ele ilustrou várias passagens da Bíblia. De acordo com Horne, porém, Dr. Gill exagera ao apresentar, para uma mesma passagem, várias interpretações diferentes, o que pode levar um leitor menos hábil a pensar que o livro não tem nenhum significado preciso.
Além destes trabalhos também publicou um estudo sobre os cinco principais pontos do calvinismo, Cause of God and Truth, o livro A Dissertation on the Hebrew Language, Discourses on the Cantieles, e vários sermões.
Seus trabalhos mais importantes [carece de fontes?] são:
- A Doutrina da Trindade declarada e justificada (Londres, 1731)
- A Causa de Deus e da Verdade [1] (4 partes, 1735-8), uma réplica para Daniel Whitby's sobre "cinco pontos"
- Uma Exposição do Novo Testamento (3 vols., 1746-8), que com a sua exposição do Antigo Testamento (6 vols., 1748-63) faz um grande obra.[1]
- A dissertação sobre a Língua Hebraica [1](1767)
- Um corpo doutrinal da divindade [1] (1767)
- Um corpo de teologia prática (1770).